# Джеральд Фіцджеральд, 5-й граф Кілдер
Джеральд ФітцМоріс ФітцДжеральд (англ. Gerald FitzGerald, 5th Earl of Kildare; ? — 16 жовтня 1432) — V граф Кілдер — ірландський аристократ, лорд, граф, пер Ірландії, лорд-юстиціарій Ірландії, син Моріса ФітцДжеральда — IV графа Кілдер та Елізабет Бургерш.

## Життєпис
Джеральд ФітцДжеральд успадкував титул графа Кілдер у 1390 році. Отримав посаду лорд-юстиціарія Ірландії в 1405 році. У 1407 році Джеральд переміг ірландський клан О'Каррол в графстві Кілкенні, що здійняв повстання проти влади Англії. У 1418 році спалахнув конфлікт між Джеральдом та лорд-намісником Ірландії Джоном Талботом — І графом Шрусбері. Разом з Крістофером Престоном — ІІ бароном Горманстон Джеральд ФітцДжеральд був звинувачений в «державній зраді» — у листуванні з метою змови з Томасом Ле Ботеллером — пріором ордену госпітальєрів з Кілмайнгаму. Всі вони були заарештовані і кинуті у в'язницю. Маєтки та титули були під загрозою конфіскації. Але ніяких доказів змови не було представлено, тому вони були звільнені. Маєтки і титули були повернені. Малоймовірно, щоб хтось із них дійсно готував змову чи повстання. Причиною арешту були неприязнь з боку Джона Талбота та критика цими людьми політики Джона Талбота — лорд-намісника Ірландії.
Джеральд ФітцДжеральд помер 16 жовтня 1432 року і був похований в абатстві Грей в графстві Кілдер.

## Шлюб та діти
Джеральд ФітцДжеральд одружився перший раз з Маргарет Рочфорд — дочкою сера Джона Рочфорда. У цьому шлюбі були діти:
- Томас ФітцДжеральд — помер раніше батька
- Леді Джоан ФітцДжеральд — померла в липні 1452 року, одружилась з Джеймсом Батлером — IV графом Ормонд

Джеральд ФітцДжеральд одружився вдруге з Агнесою Дарсі — дочкою Філіпа Дарсі — IV барона де Кнайт Дарсі та Елізабет Грей. У цьому шлюбі були діти:
- Елізабет ФітцДжеральд — вийшла заміж за Джона Грея — ІІ барона Грей Кондор.

Так як син Джеральда ФітцДжеральда помер раніше за нього титул мав перейшов до його брата Джона — де-юре VI графа Кілдер, хоча його зять — граф Ормонд теж претендував на титул графа Кілдер. Суперечка була кінцево вирішена на користь сина Джона — Томаса ФітцДжеральда, що став VII графом Кілдер.